# Олійник Сергій Миколайович

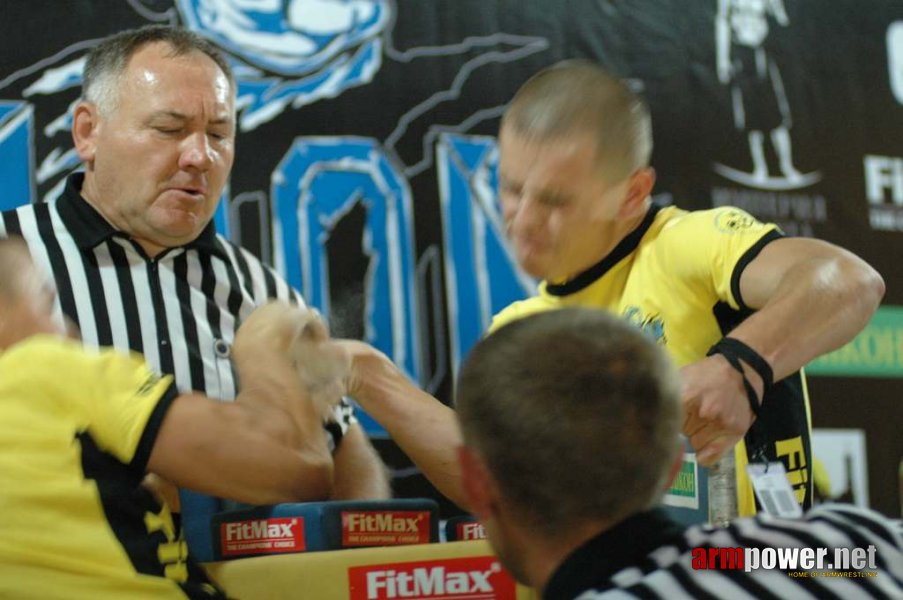
Олійник Сергій Миколайович в ролі судді на LionCup Fitmax challenge 2012

Сергій Миколайович Олійник (29 листопада 1962 — 24 травня 2013) — український спортсмен та тренер. Був президентом Полтавської федерації армспорту, членом правління Української федерації армспорту.
Народився С. М. Олійник 29 листопада 1962 року в сім'ї Ганни Іванівни та Миколи Володимировича Олійників. Навчаючись у Бугаївській восьмирічній та Броварківській середній школах, Полтавському сільськогосподаському інституті, Сергій завжди був лідером серед однокласників та займав активну життєву позицію.
Трудову діяльність Сергій Миколайович розпочав у колгоспі «Маяк», потім була служба в армії (навчальний центр «Десна», розвідник). Після звільнення в запас повертається в рідне село Бугаївку. Працює економістом з оплати праці в колгоспі «Маяк», очолює комсомольську організацію господарства. Спочатку Сергія обирають другим, а в листопаді 1989 року — першим секретарем райкому комсомолу.
У травні 1992 року одноголосно С. М. Олійника обирають головою районної ради народних депутатів. Саме тоді в районі створюються 62 фермерські господарства, підвищується статус місцевих рад, споруджуються в Глобиному хірургічний корпус, аптека, житлові будинки.
Спортивну діяльність розпочав із занять боротьбою самбо та дзюдо у серпні 1977 року. Ще учнем став чемпіоном Полтавщини з боротьби дзюдо серед юнаків, срібним призером з самбо. Під час навчання на економічному факультеті Полтавського сільськогосподарського інституту в 1984 році вперше стає чемпіоном України з боротьби дзюдо.
За 12 років активних занять самбо та дзюдо на змаганнях всесоюзного і всеукраїнського рівнів завоював 6 золотих, 6 срібних та 10 бронзових медалей.
У серпні 2003 року Сергія Миколайовича обирають головою районної організації ВФСТ «Колос». За результатами спортивної роботи Глобинський район в обласному рейтингу перемістився з 16 на 2 місце, поступившись лише Полтавському району.
У 2006 році створив змагання на Кубок з армспорту ім. І. Я. Глоби в місті Глобине, що здобув величезну популярність. Пізніше турнір перенесли до Полтави, де йому й надали назву «Полтавська осінь»
З травня 2009 року Сергій Миколайович працює головою спортивного клубу Полтавського національного технічного університету ім. Юрія Кондратюка та тренером збірної міста Полтави з армспорту.
Під керівництвом Сергія Миколайовича за підсумками 2009 року Полтавська Федерація армспорту посіла 2 місце після Харківської федерації по Україні
З вересня 2010 року працює тренером ДЮСШ обласної організації «Колос» та закінчує Львівський державний університет фізичної культури.
У 2010 році на всеукраїнському турнірі «Полтавська осінь» у командному заліку Полтава посіла перше місце, обійшовши Дніпропетровськ та Козельщину.
З вересня 2011 року тренує збірну команду з армспорту Полтавської області та працює викладачем фізичного виховання Полтавського юридичного інституту, досягаючи великих успіхів.
У 2012 році під його керівництвом команда Полтавщини посіла перше місце в командному заліку на Всеукраїнському турнірі «Полтавська осінь» у місті Полтаві.

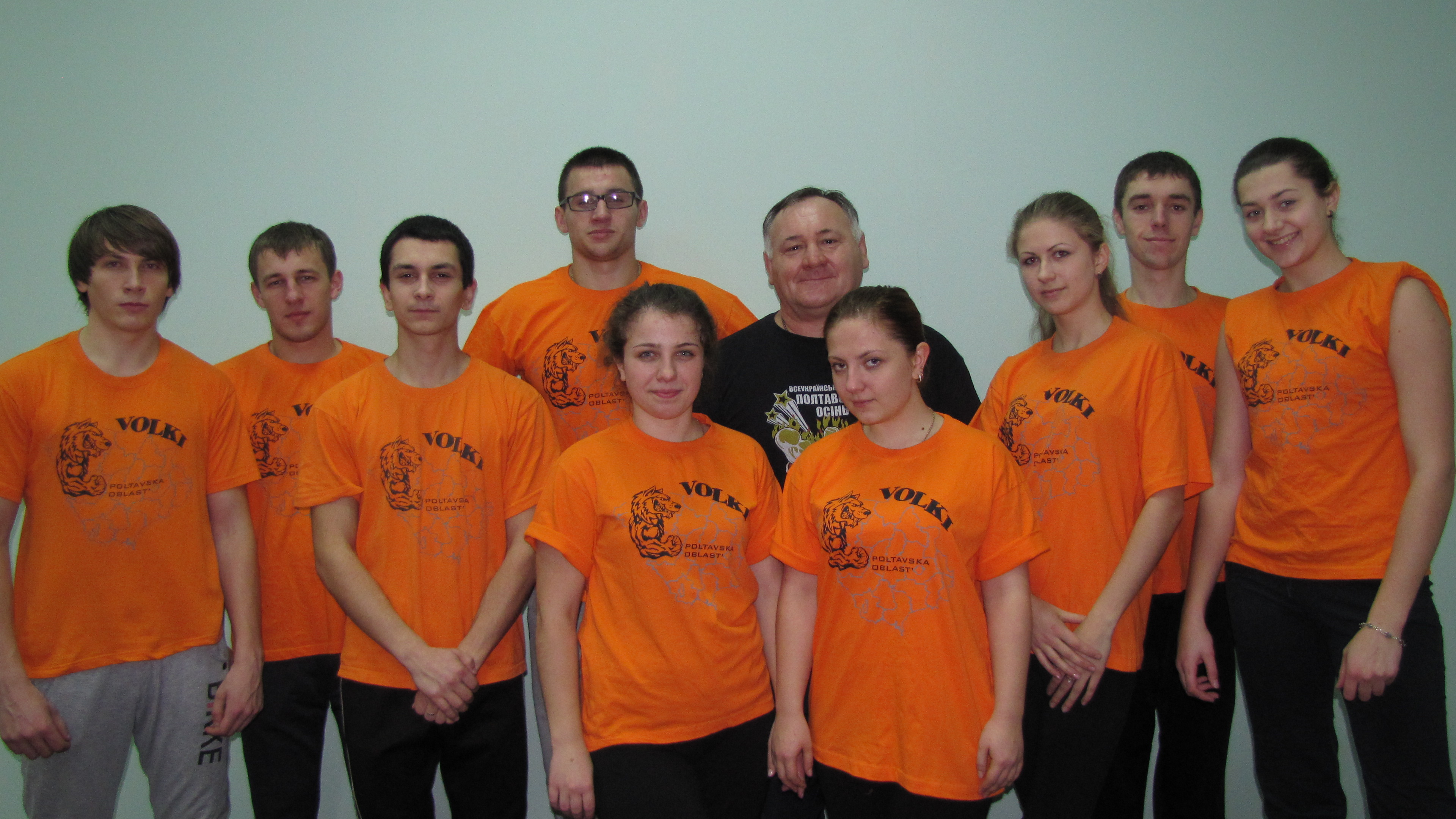
Команда з армспорту Полтавського юридичного інституту 19 грудня 2012 року

Сергій Миколайович виховав велику кількість чемпіонів та призерів всеукраїнських чемпіонатів, Європи та світу. Тріумфальним досягненням його, як тренера, був чемпіонат Європи з армспорту (Литва, травень 2013), де здобув із полтавською командою 15 медалей, що є великим успіхом і досягненням для спортсменів одного регіону.
24 травня 2013 року помер внаслідок інсульту.
З 2013 року в місті Полтаві проходить Всеукраїнський турнір з армспорту «Полтавська осінь пам'яті видатного тренера С. М. Олійника»
У місті Глобине Полтавської області три роки поспіль проводиться турнір із вільної боротьби, присвячений С. М. Олійнику.